# Tombe de la falaise d'Hatchepsout
La tombe de la falaise d'Hatchepsout est la tombe creusée pour elle en tant que grande épouse royale de Thoutmôsis II.

## Emplacement
La tombe est située dans une partie « éloignée et peu fréquentée » de la nécropole thébaine,  au ouadi Sikkat Taqet Zaid, une branche du ouadi Gabbanat el-Qurud, sur le versant occidental des montagnes de la vallée des Rois. Cette zone a probablement servi de lieu de sépulture pour les reines au début de la XVIIIe dynastie.
La tombe est creusée dans une fente usée par l'eau dans la paroi verticale de la falaise, à soixante-dix mètres au-dessus du fond de la vallée>. Elle est inachevée, le creusement de la chambre funéraire n'ayant jamais été terminé.
Bien qu'elle n'ait jamais été utilisée pour une inhumation, elle contenait un sarcophage inscrit pour Hatchepsout en tant que grande épouse royale. Découverte à l'origine par des fouilleurs locaux, la tombe a ensuite été fouillée par Howard Carter pour le compte de Lord Carnarvon en 1916.,.

## Découverte et fouilles
La tombe a été découverte par des habitants en octobre 1916. Avec la Première Guerre mondiale, la réduction du nombre de responsables des antiquités, combinée à la dépression économique de la guerre, a entraîné une augmentation des vols de tombes dans la région de Thèbes. Howard Carter raconte que la découverte de la tombe a été faite par un groupe local qui, une fois que la nouvelle s'est répandue, a été chassé par une bande rivale. Howard Carter, en vacances à Louxor, a été approché par les chefs locaux qui lui ont demandé de résoudre la situation. Lorsque Carter et ses ouvriers arrivèrent au tombeau, ils trouvèrent les voleurs toujours à l'œuvre :

« Il était minuit lorsque nous sommes arrivés sur les lieux, et le guide m'a indiqué l'extrémité d'une corde qui pendait à pic sur la paroi d'une falaise. En tendant l'oreille, nous pouvions entendre les voleurs à l'œuvre. J'ai donc d'abord coupé leur corde, leur coupant ainsi tout moyen de s'échapper, puis, m'équipant moi-même d'une bonne corde solide, je me suis laissé descendre le long de la falaise... Ils étaient huit à travailler... J'ai donné l'alternative de se dégager au moyen de ma corde ou de rester là où ils étaient sans aucune corde, et finalement ils ont compris et sont partis. »

La tombe était entièrement remplie de débris délavés par l'eau, à travers lesquels les habitants avaient creusé un tunnel sur une distance de vingt mètres ; le trou était juste assez large pour permettre à une seule personne de ramper sur le ventre.
Le déblaiement du tombeau par Howard Carter a duré vingt jours, les ouvriers se relayant jour et nuit. L'accès à la tombe a été amélioré grâce à une structure en bois et à une estrade en saillie qui permettait une ascension plus aisée depuis le fond de la vallée.

## Plan et contenu

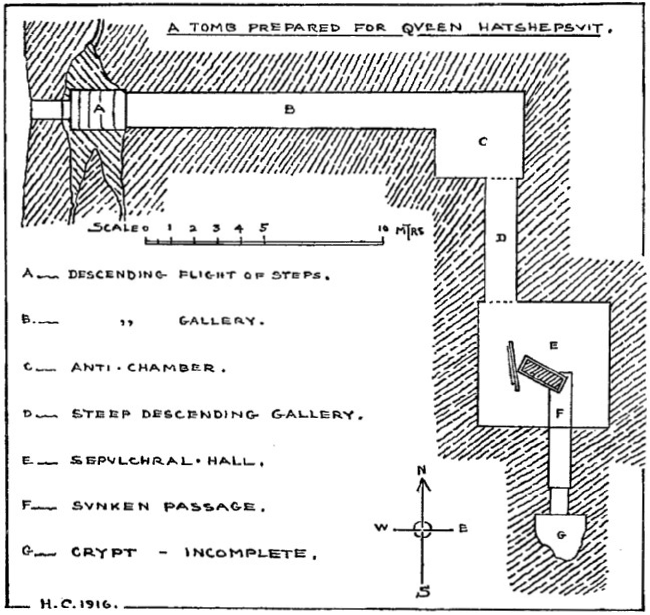
Plan de haut en bas de la tombe préparée pour la reine Hatchepsout.

Le tombeau présente un plan simple, composé d'un escalier d'entrée menant à un couloir descendant de dix-sept mètres de long qui s'ouvre sur la droite dans une antichambre carrée. Un autre couloir plus raide mène de l'antichambre à une autre pièce carrée, la salle sépulcrale. Au centre du sol de cette salle est creusé un passage abrupt qui mène à une pièce inachevée, vraisemblablement destinée à être la chambre funéraire.
Le sol de la salle sépulcrale était recouvert de dalles de calcaire qui, selon Carter, étaient destinées à former un socle pour le sarcophage ou à sceller la tombe. Il a noté la similitude entre ces dalles et celles trouvées dans KV20 et KV38, où elles étaient décorées de scènes du Livre de l'Amdouat. Le seul élément important trouvé dans la tombe est le sarcophage en quartzite jaune de 2,99 mètres de long destiné à la reine, qui se trouvait dans la dernière chambre. Il porte des inscriptions désignant Hatchepsout comme grande épouse royale, entre autres titres, ce qui indique que le sarcophage était antérieur à son accession à la régence et au rang de pharaon. Le couvercle rectangulaire du sarcophage est sculpté d'un long cartouche contenant une figure de Nout tournée vers la gauche et levant les bras pour embrasser le défunt ; il avait été brisé en deux morceaux.